# کلاوس روست
کلاوس روست (به آلمانی: Klaus Rost)(زادهٔ ۲ مارس ۱۹۴۰) کشتی‌گیر سبک‌وزن بازنشسته آلمانی است. وی در بازی‌های کشتی آزاد در المپیک‌های ۱۹۶۴، ۱۹۶۸ و ۱۹۷۲ شرکت کرد؛ و در المپیک ۱۹۶۴ به مدال نقره دست یافت. همچنین وی در کشتی فرنگی در مسابقات جهانی ۱۹۶۳ موفق به کسب مدال برنز شد؛ و در المپیک ۱۹۶۸ و مسابقات جهانی ۱۹۶۹ به جایگاه چهارمی رسید.